# Целувката (филм, 1899)
„Целувката“ (на английски: The Kiss) е британски късометражен ням филм на режисьора Сесил Хепуърт от 1899 година.